# Paulo Ferraz
Paulo Ferraz (Rondonópolis, Mato Grosso, 1974) és un poeta, traductor i editor brasiler.
Ferraz és graduat en Dret i Història per la Universitat de São Paulo. Fou cofundador de l'editorial Sebastião Grifo, amb la que ha publicat diverses de les seves pròpies obres. Va ser l'editor principal de la revista Sebastião, especialitzada en literatura brasilera.
Ha rebut nominacions als premis Bravo! per De novo nada (2007) i pels premis Oceânos, per Vícios de imanência (2019). De novo nada va ser traduïda al castellà (2011) i abans havia estat adaptada al teatre per Helder Mariani (2008).